# 堀川具俊
堀川 具俊（ほりかわ ともとし）は、鎌倉時代後期の公卿。内大臣・堀川具守の子。官位は従二位・権中納言。早世したために息男である具親が具守の家嫡となった。

## 経歴
以下、『公卿補任』、『尊卑分脈』、『検非違使補任別巻』の内容に従って記述する。
- 弘安7年（1284年）閏4月24日、叙爵。同年7月26日、侍従に任ぜられる。
- 弘安8年（1285年）12月29日、従五位上に昇叙。
- 弘安9年（1286年）7月11日、左少将に任ぜられる。
- 弘安11年（1288年）3月8日、正五位下に昇叙。
- 正応2年（1289年）1月5日、禁色を許される。同年2月24日、従四位下に昇叙。3月26日、従四位上に昇叙。6月2日、左中将に転任。
- 正応3年（1290年）10月27日、正四位下に昇叙。
- 正応5年（1292年）10月28日、従三位に叙せられる。左中将は元の如し。
- 永仁4年（1296年）1月5日、正三位に昇叙。
- 永仁6年（1298年）6月23日、参議に任ぜられる。7月13日、左衛門督を兼ね、検非違使別当に補せられる。
- 正安元年（1299年）3月24日、讃岐権守を兼ねる。4月26日、権中納言に昇進し、同日に左衛門督を兼ね検非違使別当に補せられる。6月6日、検非違使別当を止められる。7月8日、従二位に昇叙。
- 正安3年（1301年）1月22日、後伏見院別当に補される。同年4月5日、左衛門督を止める。9月10日、御禊次第司御前長官に補せられる。
- 嘉元元年（1303年）1月5日、左衛門督を兼ねる。5月18日、左衛門督を止める。9月薨去。享年31。

## 系譜
- 父：堀川具守（1249-1316）
- 母：不詳
- 妻：二条為藤娘または二条為雄の娘
- 生母不明の子女
  - 男子：堀川顕基
  - 男子：堀川具親（1294-?）